# Irrlicht (album)
Irrlicht is het eerste album van de Duitse muzikant Klaus Schulze. Het werd uitgebracht in 1972 op het inmiddels verdwenen platenlabel Ohr. Schulze maakt elektronische muziek, die het best valt in te delen in de Berlijnse School voor elektronische muziek. In tegenstelling tot zijn ex-collegae van Tangerine Dream zit de muziek van Schulze meer in de hoek van de minimal music. Lange sequencerlijnen ondersteunen eveneens lange melodielijnen. Dit album vertoont deze stijl echter nog niet. Dit album heeft namelijk meer weg van musique concrète en drone. Irrlicht is opgenomen in Berlijn.

## Tracks
Oorspronkelijke uitgave 1972

A-kant

1. 1. Satz: Ebene & 2. Satz: Gewitter / Energy Rise - Energy Collaps (29:00)

B-kant

1. 3. Satz: Exil Sils Maria (21:27)

Heruitgave 2006
1. 1. Satz: Ebene (23:23)
2. 2. Satz: Gewitter / Energy Rise - Energy Collaps (5:39)
3. 3. Satz: Exil Sils Maria (21:25)
4. Dungeon (24:00)

Op de oorspronkelijke LP waren de eerste twee tracks samengevoegd.

De orkestband op het album stamt van repetities van het orkest die door Schulze bewerkt zijn voor de plaat.

Dungeon is een bonustrack op de geremasterde versie die in 2006 verscheen. Het is onbekend wanneer de compositie is opgenomen; Schulze en producer Klaus D. Muller schatten het op 1976.

## Musici
- Klaus Schulze
- Colloquium Musica Orchestra